# Bellechaume
Bellechaume – miejscowość i gmina we Francji, w regionie Burgundia-Franche-Comté, w departamencie Yonne.
Według danych na rok 1990 gminę zamieszkiwały 333 osoby, a gęstość zaludnienia wynosiła 14 osób/km² (wśród 2044 gmin Burgundii Bellechaume plasuje się na 584. miejscu pod względem liczby ludności, natomiast pod względem powierzchni na miejscu 317.).